# Сафија Бурханова
Сафија Бурханова (узб. Safiya Burxonova; рођена 1. децембра 1989) је узбекистанска бацачица кугле. Она је двострука освајачица медаља, укључујући златну, у дисциплини Ф12 у бацању кугле за жене на Летњим параолимпијским играма 2020. године.

## Каријера
Била је трећа на јуниорском првенству Азије у атлетици 2008. Она је први пут бацила преко седамнаест метара 2009. године и притом освојила титулу националног првака Узбекистана. Овим наступом ушла је у избор за Азијске игре 2010, где је у финалу завршила седма. Следеће године је заузела четврто место на првенству Азије у атлетици 2011. Прошла је непоражена на Великој награди Азије 2012, са три узастопне победе. Она је бацила лични рекорд 17,44 m
Бурханова се поново приближила медаљи на Азијском првенству у атлетици 2013. године, овога пута заузевши на петом место у бацању кугле. Освојила је своју прву континенталну титулу на Првенству Азије у атлетици у дворани 2014. годуне. 16,80 m.